# Holden Heights
Holden Heights é uma Região censo-designada localizada no estado americano da Flórida, no Condado de Orange.

## Demografia
Segundo o censo americano de 2000, a sua população era de 3856 habitantes.

## Geografia
De acordo com o United States Census Bureau tem uma área de 4,3 km², dos quais 3,3 km² cobertos por terra e 1,0 km² cobertos por água.

## Localidades na vizinhança
O diagrama seguinte representa as localidades num raio de 8 km ao redor de Holden Heights.